# Nele Armée
Nele Armée (Leuven, 14 juni 1988) is een Belgische inline-skatester en langebaanschaatsster.

## Levensloop
Armée groeide op in Leuven. Tegenwoordig verblijft ze in Hoorn waar ze traint met het marathonteam Team BOHH.nl / Steigerplank.com op de IJsbaan van Hoorn. Armée is ook de zus van profwielrenner Sander Armée.
Haar debuut als langebaanschaatsster was tijdens het WK Junioren 2007 in Innsbruck waar ze 23e werd. In april 2008 meldde ze dat een chronische rugblessure haar van een verdere topsportcarrière weerhoudt. Toch maakte ze in december 2010 bekend op de IJsbaan van Breda een pr te hebben gereden op de 500 meter wat zou kunnen duiden op haar comeback.
Tijdens het Europese Kampioenschap inline skaten 2011 in Heerde werd ze kampioene op het onderdeel marathon. Op het EK Allround 2012 in Boedapest zat Armée op de 1500 meter met 2.10,81 het dichtst bij haar persoonlijk record van het hele startveld. Ze eindigde het toernooi als 19e.
Ze is houdster van het Belgische record op kleine vierkamp.

## Persoonlijke records
| Afstand    | Tijd    | Datum            | Baan       |
| ---------- | ------- | ---------------- | ---------- |
| 500 meter  | 41,94   | 26 oktober 2011  | Heerenveen |
| 1000 meter | 1.23,54 | 11 december 2011 | Eindhoven  |
| 1500 meter | 2.05,73 | 30 oktober 2011  | Erfurt     |
| 3000 meter | 4.18,93 | 29 oktober 2011  | Erfurt     |
| 5000 meter | 7.27,38 | 30 oktober 2011  | Erfurt     |

## Resultaten
| jaar | BK Allround | EK Allround | Wereldbeker         | WK Junioren |
| ---- | ----------- | ----------- | ------------------- | ----------- |
| 2007 | Goud        |             |                     | 23e         |
| 2008 | Goud        |             | 0p 1500m 58e 3/5 km |             |
|      |             |             |                     |             |
| 2011 | Goud        |             |                     |             |
| 2012 | Goud        | NC19        | 19e mass start      |             |
| 2013 |             |             | 31e mass start      |             |

NS# = Niet gestart op de #'de afstand.
0p = Wel deelgenomen maar geen punten behaald.